# Lista de gentílicos de Mato Grosso do Sul
Esta é uma lista de gentílicos referentes aos municípios de Mato Grosso do Sul (Brasil), cujos nativos são chamados genericamente de sul-mato-grossenses. A capital do estado está assinalada em negrito.
| Cidade                   | Gentilico                  |   |
| A                        | A                          | A |
| ------------------------ | -------------------------- | - |
| Água Clara               | água-clarense              |   |
| Alcinópolis              | alcinopolense              |   |
| Amambai                  | amambaiense                |   |
| Anastácio                | anastaciense               |   |
| Anaurilândia             | anaurilandense             |   |
| Angélica                 | angeliquense               |   |
| Antônio João             | antônio-joanense           |   |
| Aparecida do Taboado     | aparecidense ou taboadense |   |
| Aquidauana               | aquidauanense              |   |
| Aral Moreira             | aral-moreirense            |   |
| B                        |                            |   |
| Bandeirantes             | bandeirantense             |   |
| Bataguassu               | bataguaçuense              |   |
| Bataiporã                | bataiporanense             |   |
| Bela Vista               | bela-vistense              |   |
| Bodoquena                | bodoquenense               |   |
| Bonito                   | bonitense                  |   |
| Brasilândia              | brasilandense              |   |
| C                        |                            |   |
| Caarapó                  | caarapoense                |   |
| Camapuã                  | camapuanense               |   |
| Campo Grande             | campo-grandense            |   |
| Caracol                  | caracolense                |   |
| Cassilândia              | cassilandense              |   |
| Chapadão do Sul          | chapadense                 |   |
| Corguinho                | corguinhense               |   |
| Coronel Sapucaia         | sapucaiense                |   |
| Corumbá                  | corumbaense                |   |
| Costa Rica               | costa-riquense             |   |
| Coxim                    | coxinense                  |   |
| D                        |                            |   |
| Deodápolis               | deodapolense               |   |
| Dois Irmãos do Buriti    | buritiense                 |   |
| Douradina                | douradinense               |   |
| Dourados                 | douradense                 |   |
| E                        |                            |   |
| Eldorado                 | eldoradense                |   |
| F                        |                            |   |
| Fátima do Sul            | fatimulense                |   |
| Figueirão                | figueirãoense              |   |
| G                        |                            |   |
| Glória de Dourados       | gloriadouradense           |   |
| Guia Lopes da Laguna     | guialopense ou lagunense   |   |
| I                        |                            |   |
| Iguatemi                 | iguatemiense               |   |
| Inocência                | inocenciense               |   |
| Itaporã                  | itaporanense               |   |
| Itaquiraí                | itaquiraiense              |   |
| Ivinhema                 | ivinhemense                |   |
| J                        |                            |   |
| Japorã                   | japoranense                |   |
| Jaraguari                | jaraguariense              |   |
| Jardim                   | jardinense                 |   |
| Jateí                    | jateiense                  |   |
| Juti                     | jutiense                   |   |
| L                        |                            |   |
| Ladário                  | ladarense                  |   |
| Laguna Carapã            | lagunense                  |   |
| M                        |                            |   |
| Maracaju                 | maracajuense               |   |
| Miranda                  | mirandense                 |   |
| Mundo Novo               | mundo-novense              |   |
| N                        |                            |   |
| Naviraí                  | naviraiense                |   |
| Nioaque                  | nioaquense                 |   |
| Nova Alvorada do Sul     | sul-nova-alvoradense       |   |
| Nova Andradina           | nova-andradinense          |   |
| Novo Horizonte do Sul    | novo-horizontense          |   |
| P                        |                            |   |
| Paraíso das Águas        | paraisense                 |   |
| Paranaíba                | paranaibense               |   |
| Paranhos                 | paranhense                 |   |
| Pedro Gomes              | pedrogomense               |   |
| Ponta Porã               | ponta-poranense            |   |
| Porto Murtinho           | murtinhense                |   |
| R                        |                            |   |
| Ribas do Rio Pardo       | rio-pardense               |   |
| Rio Brilhante            | rio-brilhantense           |   |
| Rio Negro                | rio-negrense               |   |
| Rio Verde de Mato Grosso | rioverdense                |   |
| Rochedo                  | rochedense                 |   |
| S                        |                            |   |
| Santa Rita do Pardo      | santa-ritense              |   |
| São Gabriel do Oeste     | são-gabrielense            |   |
| Selvíria                 | selviriense                |   |
| Sete Quedas              | sete-quedense              |   |
| Sidrolândia              | sidrolandense              |   |
| Sonora                   | sonorense                  |   |
| T                        |                            |   |
| Tacuru                   | tacuruense                 |   |
| Taquarussu               | taquaruçuense              |   |
| Terenos                  | terenense                  |   |
| Três Lagoas              | três-lagoense              |   |
| V                        |                            |   |
| Vicentina                | vicentinense               |   |